# Kościół Matki Bożej Różańcowej w Wysokiej
Kościół Matki Bożej Różańcowej w Wysokiej – rzymskokatolicki kościół parafialny znajdujący się w mieście Wysoka, przy ulicy Kościelnej.
Jest on częścią dawnego zespołu klasztornego kanoników laterańskich. Został konsekrowany w 1729. Został wybudowany w stylu późnobarokowym. Posiada trzy nawy oraz sklepienie żaglaste. Wyposażenie świątyni w stylu barokowym z około 1729 roku: ołtarz główny z obrazem (przeniesionym z wcześniejszej, drewnianej świątyni pod wezwaniem św. Marcina) Matki Boskiej Śnieżnej, ołtarze boczne, stalle, ambona. Obok kościoła mieści się szachulcowa dzwonnica z XVIII wieku, wyposażona w trzy dzwony (najstarszy został wykonany w 1664) oraz budynek starej plebanii, która była dawniej klasztorem kanoników laterańskich z XVIII wieku.